# Hermann Battaglia
Hermann Battaglia (* 12. Mai 1937; † 8. August 2021) war ein schweizerischer freischaffender Journalist, Kommunikationsfachmann und Politiker (SP).

## Leben
Battaglia wurde zum Primarlehrer ausgebildet und übte diesen Beruf von 1957 bis 1966 in Buchs SG und St. Gallen aus. Schon 1962 wurde er Mitglied des Gemeinderats St. Gallen (seit 2005 «Stadtparlament») und Sekretär der von der Sozialistischen Bodensee-Internationale ins Leben gerufenen sozialistischen Planungsgemeinschaft. Nach einigen Jahren im Schuldienst wurde er 1967 Alleinredaktor der St. Galler SP-Zeitung Volksstimme. Am 1. April 1968 trat er in die Redaktion der Tagwacht ein und war vom 1. Oktober 1968 bis Ende 1969 deren Chefredaktor. 1970‒1972 war er Bundesstadtredaktor des AZ-Rings, 1972‒1973 Bundeshausredaktor und Stellvertreter des Inlandchefs der Schweizerischen Depeschenagentur (SDA) und 1973‒1976 Pressechef der Generaldirektion PTT. 1976‒1979 war er Chefredaktor der Berner Nachrichten sowie, nach der Fusion von Berner Tagblatt und Berner Nachrichten zur Berner Zeitung 1979, für kurze Zeit Planning Director/Marketingleiter der neuen Zeitung. Nach einem Abstecher zu Ringier übernahm er die Chefredaktion der Coop-Zeitung und wurde schliesslich Leiter der Coop-Presse in Basel.
1969‒1970 war er Mitglied des Verwaltungsrates der SDA. 1972 wurde er als Nachfolger von Ueli Götsch nochmals gewählt, trat aber nach dem Eintritt in die SDA im Herbst 1972 zurück.
1987–2002 war er Pressechef der Reformierten Kirchen Bern-Jura-Solothurn, danach freischaffender Kommunikationsfachmann. Seit 2008 ist er Präsident der «Gute-Ökumene-Kommission» und seit 2009 Präsident der Kommission für das Oecumenica-Label der Arbeitsgemeinschaft christlicher Kirchen in der Schweiz (AGCK).
Ab 1993 war Battaglia Präsident des Publikumsrats der SRG Deutschschweiz, ab 1999 Präsident der Programmkommission der SRG Bern Freiburg Wallis (RGB, «Radio- und Fernsehgenossenschaft Bern») und gleichzeitig Mitglied des Vorstands, ab 2007 Delegierter der SRG Deutschschweiz in der RGB. Ende 2009 trat er nach einem Sturz aus dem Lift des Radiostudios Bern, der einen Trümmerbruch des Oberarms verursachte, aber auch aus Frustration darüber, dass der Publikumsrat zu wenig ernst genommen werde, aus der Programmkommission und dem Vorstand RGB zurück, blieb jedoch bis 2011 weiterhin Delegierter der SRG Deutschschweiz und Mitglied der Kommission für Medienpolitik.

## Privates
Battaglia war mit Annemarie Eggenberger verheiratet und hat mit ihr zwei Söhne (Flurin, * 1958, Mario, * 1959). Zuletzt lebte er in Spiez. Eines seiner Vorbilder war der ehemalige Labour-Minister Richard Stafford Cripps, auf dessen Glaubensbekenntnis im Buch «Christliche Demokratie» er verwies.

## Werke (Auswahl)
- Was bringt mir die Kirche? Kirchliche Zentralverwaltung, Evangelisch-reformierter Synodalverband Bern-Jura, Verlag Kirchliche Zentralverwaltung, 1988.
- Was heisst Information? Referate aus der 7. Tagung des Arbeitskreises vom 6./7. November 1987 in Interlaken, Verlag ev. Arbeitskreis f. Politik, 1987.
- Freizeitalbum: Zeichnungen, Cartoons und Karikaturen vom Zeit- und Freizeitgeschehen. Mit Oskar Weiss, Verlag Berner Zeitung, 1981.
- Berner Zeitung BZ: ein Porträt. Verlag Berner Zeitung, 1980.